# Brea (Sarria)

"100 km": Camino Francés bei Brea

"100 km": derselbe Stein im Jahre 2006

Brea ist ein Ort am Rande des Jakobswegs in der Provinz Lugo der Autonomen Gemeinschaft Galicien.
Für Jakobspilger ist dieser Ort wichtig, weil genau hier der Kilometerstein 100 steht, auch wenn andere Messungen diesen Punkt eher in Peruscallo sehen – 2,5 km früher. Einhundert Kilometer ist die Mindestlaufstrecke für Fußpilger, um die Compostela zu erlangen. Daher beginnen viele Pilger in der verkehrsgünstig besser zu erreichenden Stadt Sarria etwa 11 km vor Brea.
← Vorhergehender Ort: Mercado de Serra 4,5 km | Brea (Sarria) | Nächster Ort: Ferreiros 1,5 km →

Saint-Jean-Pied-de-Port |
Valcarlos |
Puerto de Ibañeta |
Roncesvalles |
Burguete |
Espinal (Navarra) |
Bizkarreta-Gerendiain |
Lintzoain |
Erro-Pass |
Zubiri |
Larrasoaña |
Zuriáin |
Iroz |
Zabaldica |
Villava |
Burlada |
Pamplona |
Cizur Menor |
Guenduláin |
Zariquiegui |
Alto del Perdón |
Uterga |
Muruzábal |
Obanos |
Puente la Reina |
Mañeru |
Cirauqui |
Lorca |
Villatuerta |
Estella-Lizarra |
Kloster Irache |
Azqueta |
Villamayor de Monjardín |
Los Arcos |
Sansol |
Torres del Río |
Viana |
Logroño |
Navarrete |
Nájera |
Azofra |
Cirueña |
Santo Domingo de la Calzada |
Grañón |
Redecilla del Camino |
Castildelgado |
Viloria de Rioja |
Villamayor del Río |
Belorado |
Tosantos |
Villambistia |
Espinosa del Camino |
Villafranca Montes de Oca |
Kloster San Juan de Ortega |
Agés |
Atapuerca |
Cardeñuela Ríopico |
Orbaneja Ríopico |
Villafría |
Burgos |
Villalbilla de Burgos |
Tardajos |
Rabé de las Calzadas |
Hornillos del Camino |
San Bol |
Hontanas |
Kloster San Anton de Castrojeriz |
Castrojeriz |
Puente de Itero |
Itero de la Vega |
Boadilla del Camino |
Frómista |
Población de Campos |
Villarmentero de Campos |
Villalcázar de Sirga |
Carrión de los Condes |
Calzadilla de la Cueza |
Ledigos |
Terradillos de los Templarios |
Moratinos |
San Nicolás del Real Camino |
Sahagún |
Calzada del Coto |
Bercianos del Real Camino |
El Burgo Ranero / Calzadilla de los Hermanillos |
Reliegos |
Mansilla de las Mulas |
Villamoros de Mansilla |
Villarente |
Arcahueja |
Valdelafuente |
León |
Trobajo del Camino |
Virgen del Camino |
Valverde de la Virgen |
San Miguel del Camino |
Villadangos del Páramo |
San Martín del Camino |
Hospital de Órbigo |
Villares de Órbigo |
Santibáñez de Valdeiglesias |
San Justo de la Vega |
Astorga |
Murias de Rechivaldo |
Santa Catalina de Somoza |
El Ganso |
Rabanal del Camino |
Foncebadón |
Cruz de Ferro |
Manjarín |
El Acebo |
Riego de Ambrós |
Molinaseca |
Ponferrada |
Columbrianos |
Camponaraya |
Cacabelos |
Villafranca del Bierzo |
Pereje |
Trabadelo |
La Portela de Valcarce |
Ambasmestas |
Vega de Valcarce |
Ruitelán |
Las Herrerías |
La Faba |
Laguna de Castilla |
O Cebreiro |
Liñares |
Hospital da Condesa |
Padornelo |
Alto do Poio |
Fonfría |
O Biduedo |
As Pasantes |
Ramil |
Triacastela |
Samos / Calvor |
Sarria |
Barbadelo |
Mercado de Serra |
Brea |
Ferreiros |
Vilachá |
Portomarín |
Gonzar |
Ligonde |
Palas de Rei |
San Xulián do Camiño |
Leboreiro |
Furelos |
Melide |
Boente |
Castañeda (Galicien) |
Ribadiso |
Arzúa |
Santa Irene |
Amenal |
Lavacolla |
Monte de Gozo |
Santiago de Compostela